# Bo Van Pelt
Bo Van Pelt  (Richmond, 16 mei 1976) is een professioneel golfer uit de Verenigde Staten.
Bo Van Pelt behaalde zijn BA aan de Oklahoma State University in 1998.

## Amateur

### Overwinningen
- 1991: Indiana State Junior
- 1993: Indiana State Junior
- 1995: Northern Amateur

### Teamdeelnames
- Palmer Cup: 1997 (winnaars)

## Professional
Van Pelt werd in 1998 professional en speelde aanvankelijk op de Nationwide Tour waar hij in 2003 de Omaha Classic won. Vanaf 2004 speelde Van Pelt voornamelijk op de Amerikaanse PGA Tour. In 2009 won Van Pelt de US Bank Championship in Milwaukee na winst in een playoff tegen John Mallinger. In 2011 won Van Pelt de CIMB Asia Pacific Classic op de Aziatische PGA Tour. Ook op de Europese PGA Tour won Van Pelt 1 toernooi, toen hij in 2012 de beste was op het Perth International Golf Championship.

### Overwinningen
| Jaar | Toernooi                                          | Tour                                            |
| ---- | ------------------------------------------------- | ----------------------------------------------- |
| 2003 | Omaha Classic                                     | Nationwide Tour                                 |
| 2009 | US Bank Championship in Milwaukee                 | PGA Tour                                        |
| 2011 | CIMB Asia Pacific Classic                         | Aziatische PGA Tour                             |
| 2012 | Perth International Golf Championship             | Europese PGA Tour en Australaziatische PGA Tour |
| 2013 | CVS Caremark Charity Classic (met Steve Stricker) | -                                               |
| 2014 | CVS Caremark Charity Classic (met Steve Stricker) | -                                               |